# スポーフ

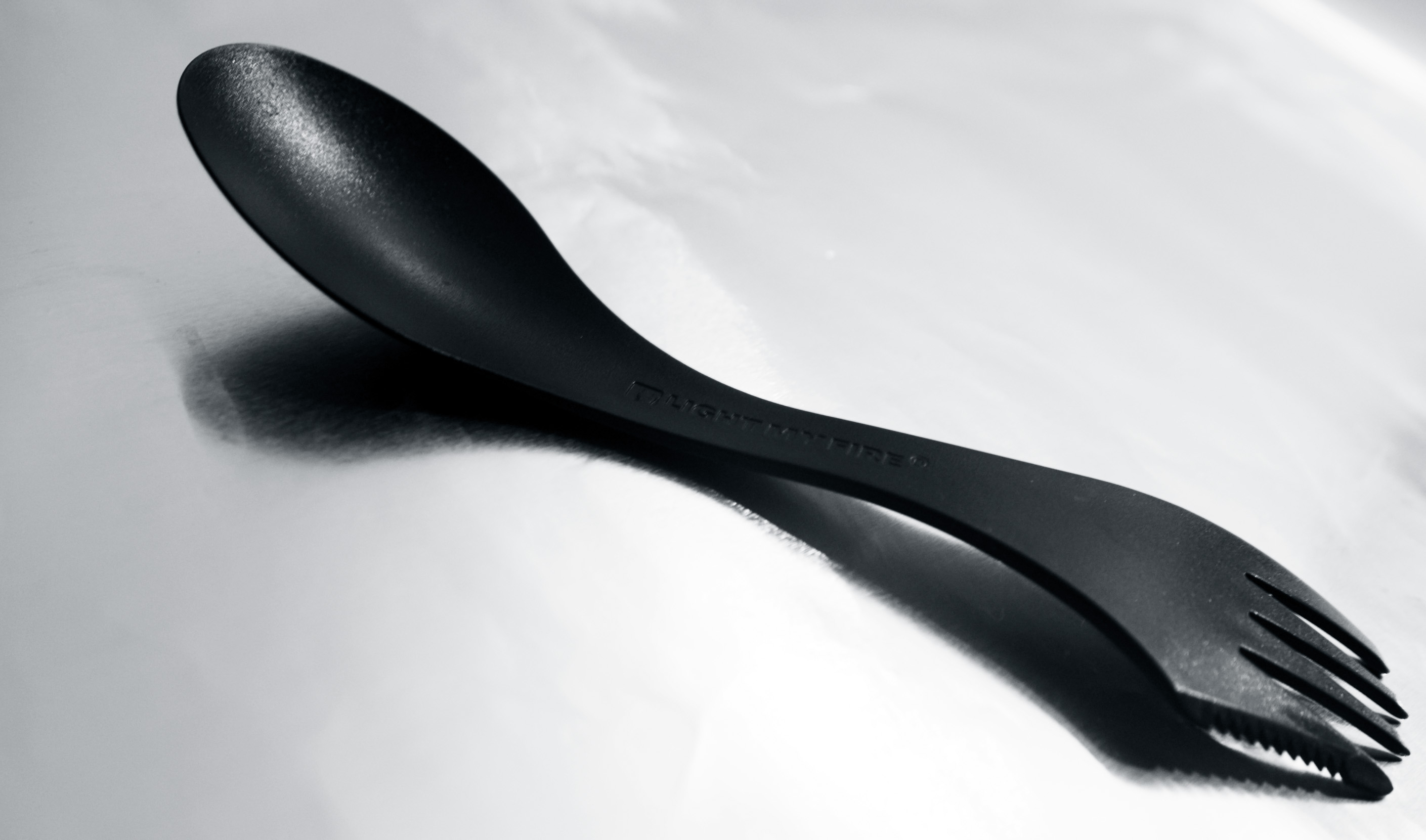
軽いプラスチックのスポーフは登山家など少しでも荷物を軽くしたい人には一般的になってきた

スポーフ(sporf 複数形 sprves）はスプーン、フォーク、ナイフの性質をかねそなえた単一の食器である。なかでも人気があるのが、1940年代にウィリアム・マッカーサーがオーストラリアで発明したもので、「スプレイド」の商品名で販売されている。他に、刃がのこぎり状になっている「イージー･イーター」(Eazi-Eater）という商品もある。

## 形状
スポーフは一般にスプーンの形をしており、途中からフォークの歯になっていて、その片側ないし両側に柔らかい食べ物を分けるのに適した平たい刃がつく。それ以外にも持ち手のところがナイフと一体化しているものもあれば、持ち手の先に缶切りまでついているスポーフを発売している会社もある。
スポーフの刃は、その鋭さと使い道がバターナイフに似ている。